# Rakovica (Kranj, Slovenija)
Rakovica je naselje u slovenskoj Općini Kranju. Rakovica se nalazi u pokrajini Gorenjskoj i statističkoj regiji Gorenjskoj. 

## Stanovništvo
Prema popisu stanovništva iz 2002. godine naselje je imalo 69 stanovnika.